# TVN 7
TVN 7 (TVN Siedem) est une chaîne de télévision commerciale privée polonaise. Malgré son nom officiel, elle est plus communément appelée Siódemka (« la septième »).

## Histoire
Au début de l'année 2002, le Groupe TVN achète la chaîne RTL7 ayant des difficultés et ont alors pour projet de la renommer TVN 2 ; il choisit néanmoins de conserver le chiffre d'origine mais en toutes lettres (TVN Siedem), avant de renommer la chaîne une nouvelle fois pour TVN 7, en 2008. La version haute définition est lancée le 4 novembre 2011.
Suivant son repositionnement en tant que chaîne destinée aux jeunes, une nouvelle identité visuelle lui est attribuée le 30 août 2021, créée par l'agence argentine Superestudio, la même ayant imaginé celle de TFX en France, en 2018.

## Identité visuelle

Logo de TVN Siedem du 1er mars 2002 au 31 août 2008.
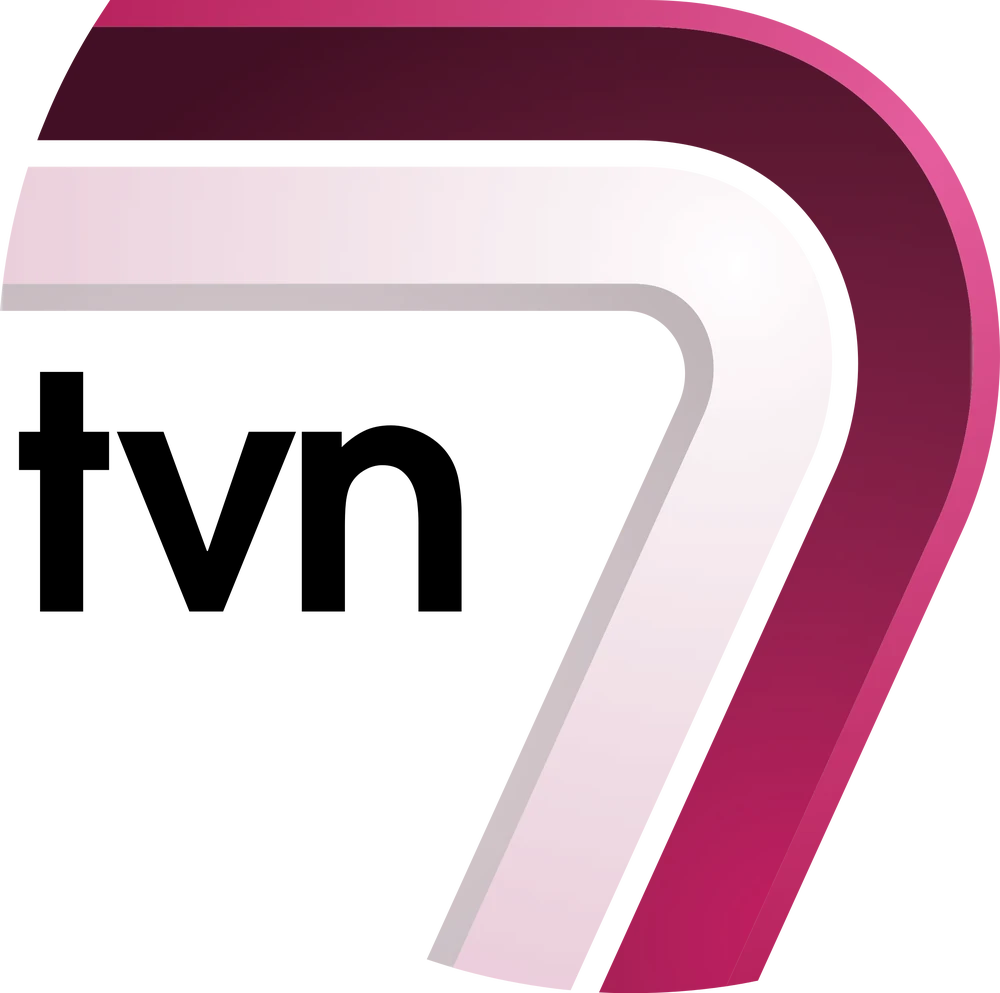
Logo de TVN 7 du 31 août 2008 au 1er septembre 2014.
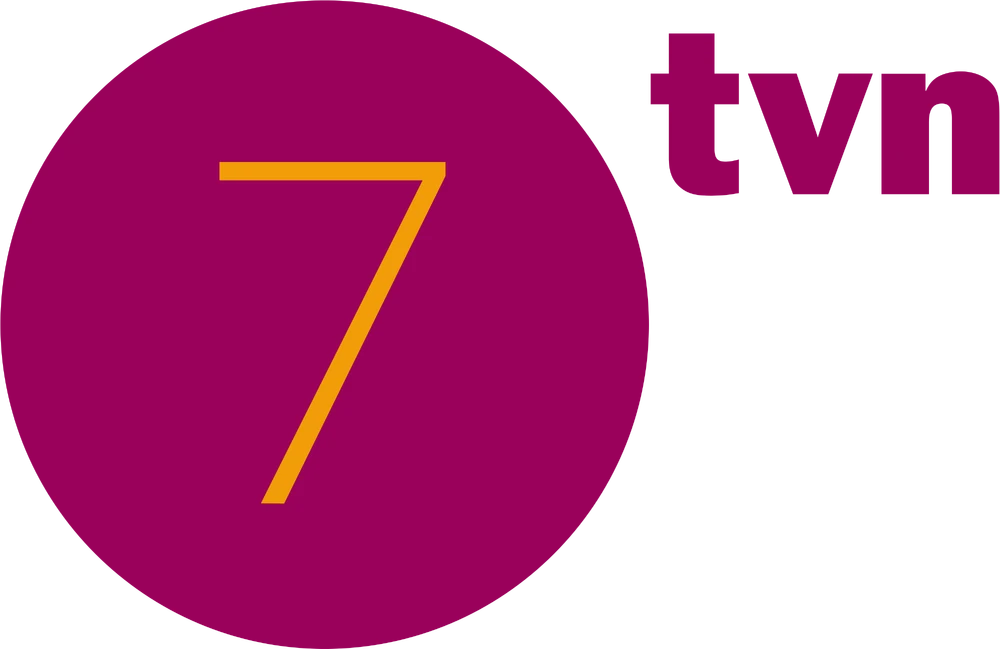
Logo de TVN 7 du 1er septembre 2014 au 30 août 2021.
Logo de TVN 7 depuis le 30 août 2021.

## Programmes
La chaîne est lancée le 1er mars 2002. À ses débuts, les films et feuilletons qu'elle diffuse sont repris de RTL7 puis, au fur et à mesure, elle en diffuse d'autres. Elle commence également à créer des émissions et en reprend certaines de sa chaîne mère TVN.
Elle diffuse également des émissions de télé-réalité comme Big Brother ou Expédition Robinson.